# Waizenkirchen
Waizenkirchen è un comune austriaco di 3 650 abitanti nel distretto di Grieskirchen, in Alta Austria; ha lo status di comune mercato (Marktgemeinde).